# NGC 6758
NGC 6758 é uma galáxia elíptica (E) localizada na direcção da constelação de Telescopium. Possui uma declinação de -56° 18' 34" e uma ascensão recta de 19 horas, 13 minutos e 52,5 segundos.
A galáxia NGC 6758 foi descoberta em 9 de Junho de 1836 por John Herschel.